# Michaił Sztejnberg
Michaił Sztejnberg (Steinberg), ros. Михаил Штейнберг (ur. 15 stycznia 1952 w Charkowie, zm. 1976) – radziecki szachista, mistrz sportu ZSRR (1976).

## Życiorys
Gry w szachy nauczył się wcześnie, podstawowy kurs nauk szachowych przeszedł w Charkowskim Pałacu Pionierów, gdzie nauczał Aleksandr Mackiewicz. W 1966 roku na mistrzostwach ZSRR juniorów do lat 18 podzielił 1-2. miejsce. Kilka lat później powtórzył swój sukces, w kategorii juniorów starszych. W półfinale mistrzostw ZSRR przekroczył normę mistrza (do tamtej pory jeszcze nikomu nie udało się zostać mistrzem w wieku 14 lat). Na przełomie 1966 i 1967 roku reprezentował ZSRR w mistrzostwach Europy juniorów w Groningen (Holandia), gdzie zajął I miejsce, wyprzedzając kolejnego w tabeli zawodnika o 2 punkty. W 1976 roku osiągnął wiele dobrych wyników. Na turnieju kwalifikacyjnym do młodzieżowych mistrzostw świata podzielił 2-3. miejsce. W pucharze „Spartaka” zdobył srebrny medal. Podczas 35. mistrzostw ZSRR, podzielił 8-17. miejsce wśród 126 uczestników. Były mistrz świata Michaił Botwinnik, nazwał Sztejnberga jedną z najważniejszych nadziei radzieckich szachów. Wstąpiwszy na wydział mechaniki i matematyki Uniwersytetu Dniepropetorowskiego, jak poprzednio był w czołówce najsilniejszych młodych mistrzów. Rok później przeniósł się na wydział mechaniki i matematyki Uniwersytetu Charkowskiego. Po jego ukończeniu, zagrał tylko w 3 turniejach i trzykrotnie zwyciężył. Nie dożył 25 lat, zmarł na nieuleczalną chorobę. W Charkowie organizowane są coroczne turnieje szachowe poświęcone pamięci mistrza Michaiła Sztejnberga.